# 카를 바르토스
카를 바르토스(Karl Bartos, 1952년 5월 31일 ~ )는 독일의 음악가로, 전자 음악 그룹 크래프트워크에서 퍼커션을 담당하고 있다.